# Lo La Chapelle
Eloi Hubert "Lo" La Chapelle (22 de juny de 1888 - 23 de juliol de 1966) va ser un futbolista neerlandès que va jugar com a porter aficionat al HVV Den Haag. També va disputar un partit per a la selecció holandesa el 1907, i va participar als Jocs Olímpics d'estiu de 1908, guanyant una medalla de bronze.

## Biografia
El 21 de desembre de 1907, l'alt porter de l'aleshores campió vigent HVV Den Haag va aconseguir la seva primera convocatòria per a la selecció neerlandesa en un partit amistós contra aficionats anglesos a Darlington, com a substitució d'última hora del porter titular Reinier Beeuwkes. La Chapelle va encaixar 12 gols rotunds en el seu debut internacional en una derrota per 2-12, que encara és la derrota més gran de la història de la selecció dels Països Baixos, i fa de La Chapelle el porter que més gols ha encaixat en un sol partit internacional neerlandès i també el que té la mitjana més gran de gols encaixats per partit, ja que mai no va aconseguir jugar cap altre partit. L'any següent, va formar part de la selecció neerlandesa que va disputar el torneig de futbol dels Jocs Olímpics de Londres de 1908 on l'equip va guanyar la medalla de bronze. No obstant això, no va rebre la medalla de bronze per no haver jugat.